# 小田豊 (教育学者)
小田 豊（おだ ゆたか、1942年 - ）は、日本の教育学者。

## 来歴
1942年山口県生まれ。1966年広島大学教育学部教育専攻科修了。滋賀大学教育学部助教授、教授、文部省幼稚園課、2004年国立教育政策研究所、2007年国立特別支援教育総合研究所所長、理事長を経て、2013年聖徳大学児童学部児童学科教授。文部科学省視学委員、内閣府幼保一体化ワーキング委員、広島大学幼年教育研究施設客員研究員。2013年春の叙勲で瑞宝中綬章を受章。

## 著作

### 単著
- 『[新装版]家庭のなかのカウンセリング・マインド: 親と子の「共育学」』北大路書房、2014年12月。ISBN 978-4762828812。
  - 『家庭のなかのカウンセリング・マインド 親と子の「共育学」』北大路書房 教育選書、1990年。
- 『幼保一体化の変遷』北大路書房、2014年4月。ISBN 978-4762828553。
- 『子どもの遊びの世界を知り、学び、考える!―子育て・保育セミナー』ひかりのくに、2011年5月。ISBN 978-4564607875。
- 『幼児教育再生 生きる力を身につける学びと遊び』小学館、2003年3月。ISBN 978-4-09-840084-3。
- 『新しい時代を拓く幼児教育学入門 幼児期にふさわしい教育の実現を求めて』東洋館出版社、2001年8月。ISBN 978-4491017426。
- 『子どもの心をつかむ保育者 子どもの願いが生かされる幼児教育を求めて』ひかりのくに、2001年7月。ISBN 978-4564600937。
- 『子育て支援・預かり保育　地域に開かれた園（新しい幼稚園教育要領と実践事例集　第5巻）』チャイルド本社、2000年3月。ISBN 978-4-8054-0018-0。

### 共著
- 『家庭支援論[新版] (新 保育ライブラリ―子どもを知る)』小田豊、中橋美穂、日浦直美/著、北大路書房、2014年4月。ISBN 978-4762828454。
- 『保育者論　（新保育ライブラリ　保育・福祉を知る）』小田豊、笠間浩幸、柏原栄子/編著、北大路書房、2014年2月。ISBN 978-4-7628-2832-4。
- 『幼児理解からはじまる保育・幼児教育方法』小田豊、中坪史典/編著、上田敏丈ほか/編集協力・著、建帛社、2010年1月。ISBN 978-4767932590。
- 『指導計画法 (新保育ライブラリ 保育の内容・方法を知る)』小田豊、神長美津子/著、北大路書房、2009年4月。ISBN 978-4762826566。
- 『保育内容 環境 (新保育ライブラリ 保育の内容・方法を知る)』小田豊、湯川秀樹/著、北大路書房、2009年4月。ISBN 978-4762826559。
- 『保育臨床相談 (新保育ライブラリ 保育の内容・方法を知る)』小田豊、中橋美穂、菅野信夫/著、北大路書房、2009年4月。ISBN 978-4762826580。
- 『保育原理　子どもと共にある学びの育み』小田豊、森眞理、神長美津子/著、光生館、2009年4月改訂版。ISBN 978-4332510314。
- 『教育原理 (新保育ライブラリ 保育・福祉を知る)』小田豊、森眞理/著、北大路書房、2009年4月。ISBN 978-4762826627。
- 『幼児教育の方法 (新保育ライブラリ―　保育の内容・方法を知る)』小田豊、青井倫子/著、北大路書房、2009年3月。ISBN 978-4762826504。
- 『保育内容 人間関係 (新保育ライブラリ 保育の内容・方法を知る)』小田豊、奥野正義/著、北大路書房、2009年2月。
- 『保育内容　総論 (新保育シリーズ)』小田豊、西村重稀、神長美津子/著、光生館、2009年2月。ISBN 978-4332701316。
- 『保育内容 言葉 (新保育ライブラリ 保育の内容・方法を知る)』小田豊、芦田宏/著、北大路書房、2009年1月。ISBN 978-4762826313。
- 『倉橋惣三と現代保育 (倉橋惣三文庫)』荒井洌、小田豊、森上史朗ほか/著、フレーベル館、2008年12月。ISBN 978-4577803240。
- 『幼稚園教育要領の解説』小田豊、神長美津子/編著、ぎょうせい、2008年12月。ISBN 978-4-324-08504-2。
- 『子どもの理解と保育・教育相談 (新時代の保育双書)』小田豊、秋田喜代美/編、みらい、2008年4月。ISBN 978-4860151430。
- 『子どもの発達と文化のかかわり―一人一人の子どもにふさわしい保育をめざして』小田豊、森眞里/著、光生館、2007年5月。ISBN 978-4332510253。
- 『幼稚園・保育所・認定こども園から広げる子育て支援ネットワーク』蒲原基道、小田豊、神長美津子、篠原孝子/編著、東洋館出版社、2006年12月。ISBN 978-4-491-02217-8。
- 『保育と道徳―道徳性の芽生えをいかにはぐくむか』小田豊、押谷由夫/著、保育出版社、2006年4月。ISBN 978-4938795603。
- 『'98告示幼稚園教育要領の解説と実践　4（教育技術MOOK　幼児と保育）』小田豊、神長美津子/著、小学館、2001年2月。ISBN 978-4-09-104582-9。
- 『新しい教育課程と保育の展開幼稚園　新幼稚園教育要領実践』小田豊、無藤隆、神長美津子/編著、東洋館出版社、1999年8月。ISBN 978-4-491-01537-8。
- 『新幼稚園教育要領の解説』小田豊、神長美津子/編著、第一法規出版、1999年7月。ISBN 978-4-474-10225-5。

### 監修
- 『教育・保育の原理: 幼稚園・保育所・認定こども園の文化をはぐくむために』余公敏子/著、光生館、2017年3月。ISBN 978-4332510543。
- 『幼児学用語集』小田豊、山崎晃/監修、七木田敦、杉村伸一郎ほか/編、北大路書房、2013年8月。ISBN 978-4762828119。
- 『教育・保育実習と実習指導 (保育士養成課程)』岡上直子、酒井幸子、鈴木みゆき/著、光生館、2012年10月。ISBN 978-4332510451。
- 『保育相談支援　（保育士養成課程）』吉田ゆり、若本純子、丹羽さがの/編著、光生館、2012年10月。ISBN 978-4-332-51041-3。
- 『保育の心理学〈2〉 (保育士養成課程)』丹羽さがの/編著、光生館、2012年4月。ISBN 978-4332510383。
- 『障がい児保育 (保育士養成課程)』栗原泰子、野尻裕子/著、光生館、2012年3月。ISBN 978-4332510406。